# Posen-Prusia Occidental
La provincia fronteriza de Posen-Prusia Occidental, también Posnania-Prusia Occidental (en alemán: Grenzmark Posen-Westpreußen), fue una provincia del Estado Libre de Prusia. La capital era Schneidemühl (Piła). La provincia tenía una superficie de 7.695 km², y estaba localizada dentro de la presente Polonia.
Posen-Prusia Occidental fue creada en 1922 a partir de las partes de las provincias de Posen y las partes más occidentales de Prusia Occidental que habían permanecido dentro de la República de Weimar tras la I Guerra Mundial tras el alzamiento de la Gran Polonia; la mayor parte de estas provincias se habían convertido en partes de la República polaca de acuerdo con el Tratado de Versalles.
Posen-Prusia Occidental fue disuelta en 1938, cuando su territorio fue dividido entre las provincias de Silesia, Pomerania, y Brandeburgo.
A pesar de su nombre, la ciudad de Posen (Poznan) no formó parte de la provincia, al ser entregada a la Segunda República polaca, después de la sublevación de Gran Polonia (1918-1919).

## Población
- 1919: 326.900
- 1925: 332.400 (Protestantes 58 %, Católicos 40,65 % y Judíos 1,25 %)
- 1933: 470.600